# Schwarzwalderham

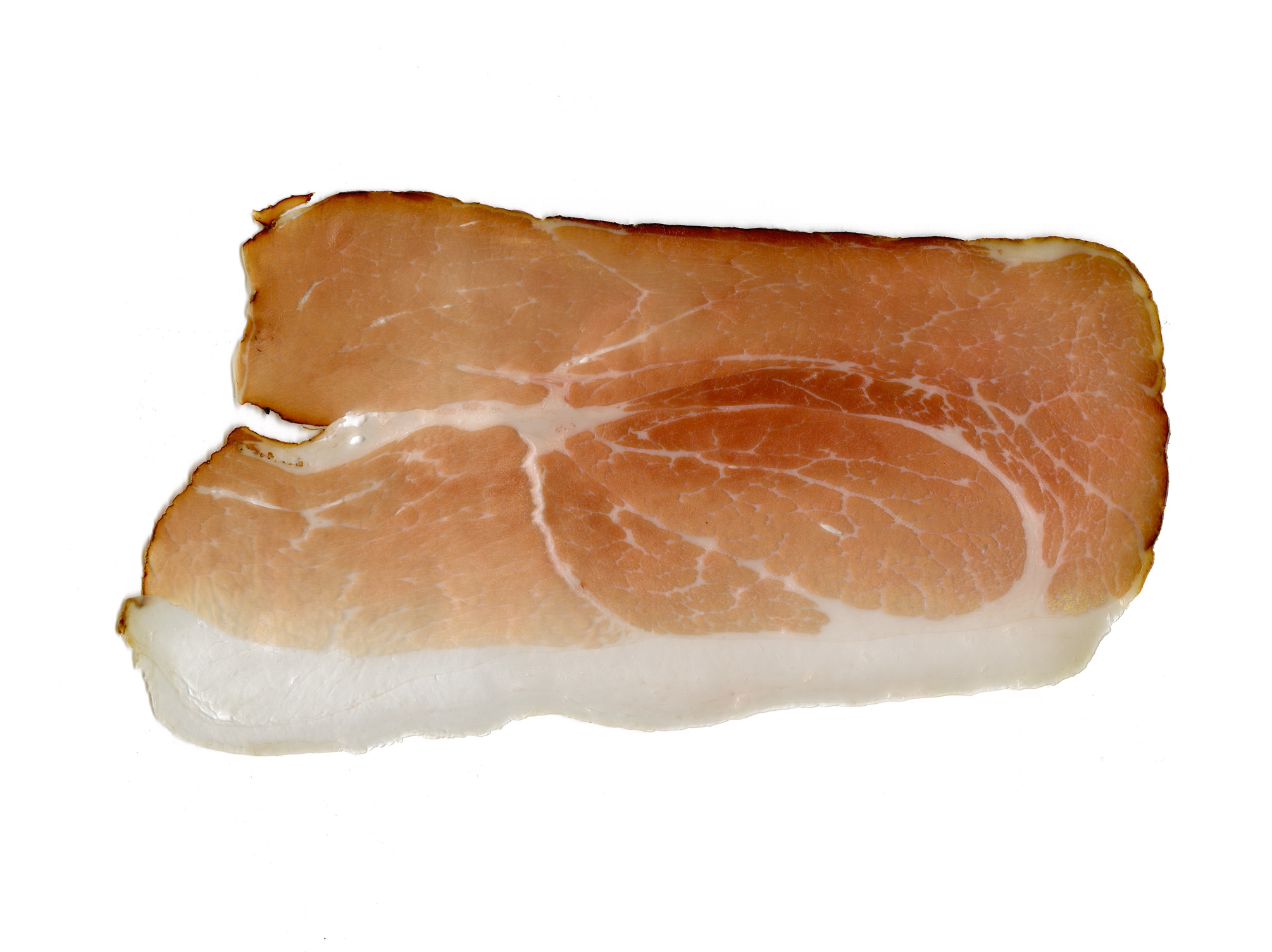
Schwarzwalderham

Schwarzwalderham (Duits: Schwarzwälder Schinken) is een beenloze, gerookte rauwe varkensham uit het Duitse Zwarte Woud. Sinds 1997 is de herkomst van deze ham beschermd.
De ham wordt droog gepekeld en met knoflook, koriander, peper en jeneverbessen ingesmeerd. Gedurende 2 weken wordt de ham in dit 'zoutbad' gedompeld of gerold, waarna het zout wordt verwijderd en de ham 2 weken tot rust komt. Vervolgens wordt de ham gerookt op verse dennen en sparren in een speciale rookkamer met een temperatuur van 25 °C. Dit geeft de ham zijn karakteristieke aroma en zwarte kleur. Aansluitend wordt de ham 3 weken aan de lucht gerijpt.
De receptuur schrijft voor dat ongeveer 1/5 van de ham uit een witte vetrand bestaat. De ham wordt bereid en verpakt in het Zwarte Woud, het vlees komt uit Noord-Duitsland of andere Europese landen.
Schwarzwalderham is de meest gegeten gerookte rauwe ham in Europa.
Het schwarzwalderspek (Schwarzwälder Speck of Bauchspeck) wordt op dezelfde manier bereid.